# Rochemelon
Rochemelon ou Roche Melon, en italien Rocciamelone, est un sommet des Alpes italiennes (3 537 ou 3 538 mètres) situé dans la ville métropolitaine de Turin en Piémont, non loin de la frontière française, dans le massif des Alpes grées.

## Géographie
Le sommet de Rochemelon domine directement la ville de Suse de plus de 3 000 mètres de dénivelé. Son accès aisé depuis la vallée, et notamment sa proximité de Turin (une soixantaine de kilomètres), ainsi que le panorama qu'offre le sommet avec son altitude remarquable en font un des plus fréquentés des Alpes occidentales.
La frontière passe pratiquement à un kilomètre au nord-ouest du sommet, ce dernier étant situé en dehors de la ligne de partage des eaux et donc entièrement en territoire italien. Celle-ci passe en effet au sommet de la pointe de Novalèse (3 358 mètres), depuis laquelle s'étend, du côté français, le glacier de Rochemelon (celui-ci, en forte régression, descend approximativement jusqu'à l'altitude de 2 900 mètres).

## Histoire
Bonifacius Rotarius (d'Asti) en fait la première ascension le 1er septembre 1358, pour y déposer une représentation de la Vierge en signe de gratitude pour avoir survécu à sa captivité en Terre sainte durant les Croisades. Cet exploit constitue le record le plus ancien enregistré pour une ascension montagneuse.

## Activités
Le Red Bull K3 est une course verticale disputée sur les pentes de Rochemelon. Cette épreuve prisée par les spécialistes internationaux du kilomètre vertical consiste à gravir le sommet au départ de Suse ce qui représente 3 030 m de dénivelé positif. Cette course crée en 2014 est inscrite au calendrier du Vertical Kilometer World Circuit. Le record de l'épreuve est détenu depuis le 29 juillet 2017 par le Suisse Martin Anthamatten, en 1 h 58 min 53 s.
Le pèlerinage de Rochemelon est une tradition chaque année, le 5 août. Une statue de trois mètres de la Vierge Marie a été élevée au sommet en 1889.